# Ramphotyphlops flaviventer
Ramphotyphlops flaviventer este o specie de șerpi din genul Ramphotyphlops, familia Typhlopidae, descrisă de Peters 1864. Conform Catalogue of Life specia Ramphotyphlops flaviventer nu are subspecii cunoscute.